# 陈准
陈準（？—300年），字道基，颍川郡许昌（今河南许昌）人。西晋官員。官至太尉。出身颍川陈氏，青州刺史陈佐之子，曹魏司空陈群族孙，曾祖父是陈群的叔叔陈谌。

## 生平
陈準早年居于乡里，被乡人称赞，有声望，晋惠帝元康五年（295年）官至中书令。时皇后贾南风擅权，由于张华、裴頠等人共同辅政，朝野安静。氐人齐万年反叛，陈準多次指斥负责赵王司马伦、梁王司马肜等不任军事，荐举由大将周处、孟观指挥作战。司马肜忌恨周处，致使周处力战而死。后来朝廷从了陈準的建议，派孟观督师征讨齐万年胜利。永康元年（300年），司马伦发动政变，废杀贾南风，陈準有功，封海陵公。司马伦意图篡位，淮南王司马允发兵讨伐，围困司马伦。陈準暗地支持司马允，骗晋惠帝说打出劝和驺虞幡，其实派人打出督战的令旗白虎幡。可是，派去的人被司马伦收买，诱杀了司马允。陈準本有心袒护司马允，到头来反而救了司马伦。司马伦不知其故，提升陈準为太尉，录尚书事，改封广陵公。不久，陈準去世，谥号元。

## 家庭

### 平輩
- 弟陳徽，太子左衛率，淮南王司馬允討趙王司馬倫，曾集結東宮兵在宮內響應淮南王。
- 弟陳戴，國子助教。[2]

### 後代
- 子陳眕，西晉左衛將軍，幽州刺史。[3]
- 子陳匡，司馬遹東宮侍讀。[4]
- 子陳規
- 孫陳逵，陳眕子，東晉梁淮南二郡太守。[3]